# Відносини між Україною та Сент-Люсією
Відносини між Україною та Сент-Люсією було встановлено 24 вересня 2010 року.
За відносини з Сент-Люсією відповідає Посольство України у Великій Британії.

## Історія
Сент-Люсія утрималась від голосування за прийняття резолюцію ГА ООН «Територіальна цілісність України» 27 березня 2014 р., а також не голосувала або утримувалася при голосуванні під час розгляду резолюцій щодо ситуації з правами людини в тимчасово окупованих Автономній Республіці Крим та м.Севастополь (Україна) та мілітаризації АРК росією.
Натомість, з початку повномасштабної збройної агресії Росії проти України підтримала ключові резолюції в рамках 11-ї позачергової сесії ГА ООН («Агресія проти України», «Гуманітарні наслідки агресії проти України», «Призупинення прав членства Росії у Раді з прав людини», «Територіальна цілісність України: захист принципів Статуту ООН «Принципи Статуту ООН, що лежать в основі всебічного, справедливого і міцного миру в Україні»).
Як і інші країни КАРІКОМ, Сент-Люсія займає стримано позитивну позицію у засудженні агресії РФ проти України, висловлює занепокоєння суттєвими економічними наслідками для ЛАКБ від повномасштабної війни, розв’язаної Росією у 2022 році, та закликає до вирішення конфлікту дипломатичними засобами.
Сент-Люсія підтримала заяви КАРІКОМ щодо підтримки територіальної цілісності України та засудження російської агресії від 24.02.2022 та щодо військової та гуманітарної кризи в Україні від 03.03.2022.

## Торгівля
Основні придбані Україною послуги пов'язані з фінансовою діяльністю.